# يوسوكي تاناكا (لاعب كرة قدم مواليد فبراير 1986)
يوسوكي تاناكا (باليابانية: 田中 佑昌) (3 فبراير 1986 في يامي في اليابان – )؛ هو لاعب كرة قدم ياباني سابق كان يلعب كلاعب وسط.

## وصلات خارجية
- يوسوكي تاناكا على موقع رابطة كرة القدم اليابانية للمحترفين (اليابانية)
- يوسوكي تاناكا على موقع قاعدة بيانات كرة القدم.إي يو (الإنجليزية)
- يوسوكي تاناكا على موقع Soccerway.com (الإنجليزية)
- يوسوكي تاناكا على موقع عالم كرة القدم.نت (الإنجليزية)